# Jaime Salazar Sepúlveda
Jaime Salazar Sepúlveda, apodado El Sapo, es un pelotari mexicano. En 1987 recibió mención honorífica del Premio Nacional de la Juventud de Deportes. En 1991 se coronó Campeón de los Juegos Centroamericanos y del Caribe de La Habana, Cuba dentro de la categoría Frontenis Dobles. el Campeonato del Mundo de Pelota Vasca de 1986 ganó la medalla de oro en la especialidad de paleta goma junto a Edgar Salazar Sepúlveda. Para el Campeonato del Mundo de Pelota Vasca de 1990 logró la medalla de bronce en la especialidad de frontenis junto a su hermano, pero para el Campeonato del Mundo de Pelota Vasca de 1994, ambos ganaron la medalla de oro en la especialidad de frontenis. Para el Campeonato del Mundo de Pelota Vasca de 1998 repitió la medalla de oro en Frontenis al lado de su hermano Edgar. 